# 木溪乡
木溪乡，是中华人民共和国湖南省怀化市溆浦县下辖的一个乡镇级行政单位。

## 行政区划
木溪乡下辖以下地区：
木溪村、舵园村、董家坡村、雷鸣溪村、皂溪村、朱沙宝村、桐油坡村、畔坪村、同口村、田儿冲村、茸溪村、岩坪村和石岩湖村。